# 如梅利堡垒

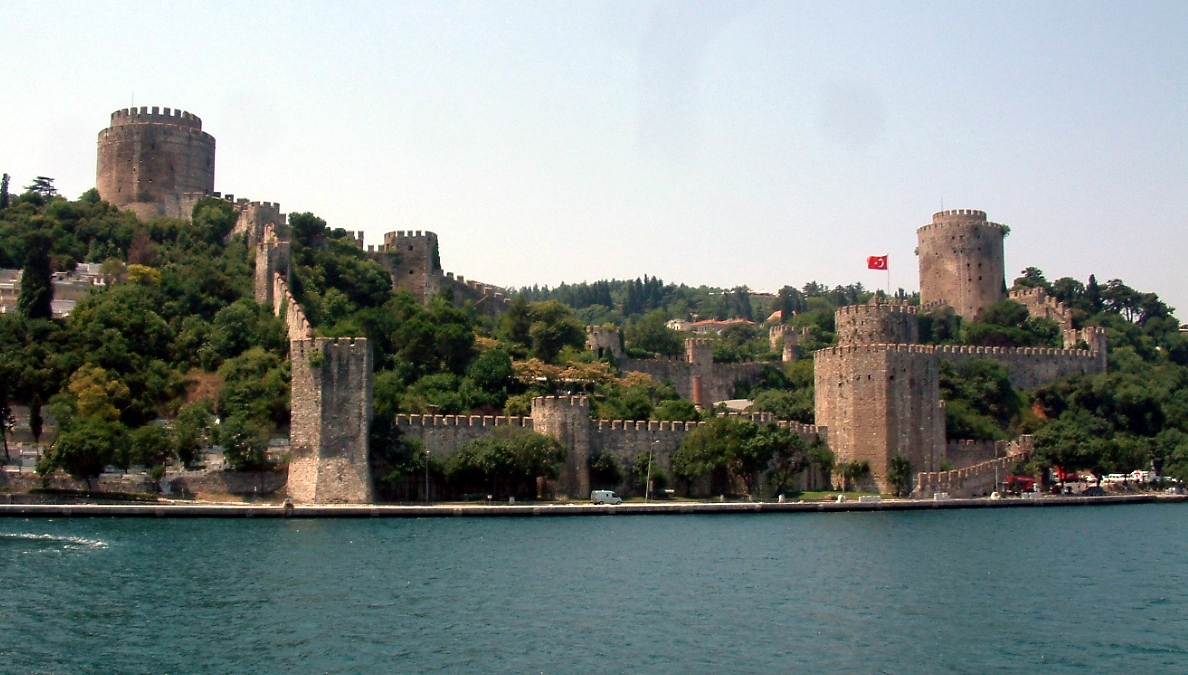
从博斯普鲁斯海峡看如梅利堡垒

如梅利堡垒（Rumelihisarı）位于土耳其伊斯坦布尔的薩勒耶爾區，博斯普鲁斯海峡最狭窄处的欧洲一侧的小山上。它由奥斯曼帝国苏丹穆罕默德二世兴建于1452年，征服君士坦丁堡之前。它的对面的亚洲一侧是另一个奥斯曼堡垒安纳托利亚堡垒，由苏丹巴耶济德一世建于1393年到1394年。 
选择这个地点，是在1453年土耳其围城期间，为了阻止来自黑海对君士坦丁堡的援助，特别是来自热那亚殖民地，如卡法、锡诺普和阿瑪斯拉的援助。此前苏丹穆拉德二世（1404至1451年）试图征服君士坦丁堡时，遇到了困难，因为博斯普鲁斯海峡被拜占庭帝国舰队封锁。因此穆拉德二世的儿子穆罕默德二世在1451年登基，1452年4月15日就开始修建这座堡垒，作为围攻君士坦丁堡的准备工作，到8月31日完成。拜占庭皇帝君士坦丁十一世试图讲和，遭到穆罕默德二世的拒绝。
在这个地方，过去曾经有有一个罗马帝国堡垒，后来被拜占庭和热那亚用作监狱，后来在此修建了一座修道院。
如梅利堡垒有一个小塔，三个主塔，在连接主塔的墙上还有13个小瞭望塔。三座主塔分别以监工的三位帕夏的名字命名。苏丹亦亲赴现场视察工程。北面的主塔为圆柱形，高9层，28米，直径23.3米，墙厚7米。今天，此塔称为“法提赫（征服者）塔”，以苏丹穆罕默德二世命名。哈利勒帕夏塔，为十二边形，位于中部，也是9层，高22米，直径23.3米，墙厚6.5米。南面的主塔，扎甘帕夏塔，只有8层，圆柱形，高21米，直径26.7米，墙厚5.7米。每个塔的内部空间用木地板分隔。堡垒的总面积是31250平方米。 

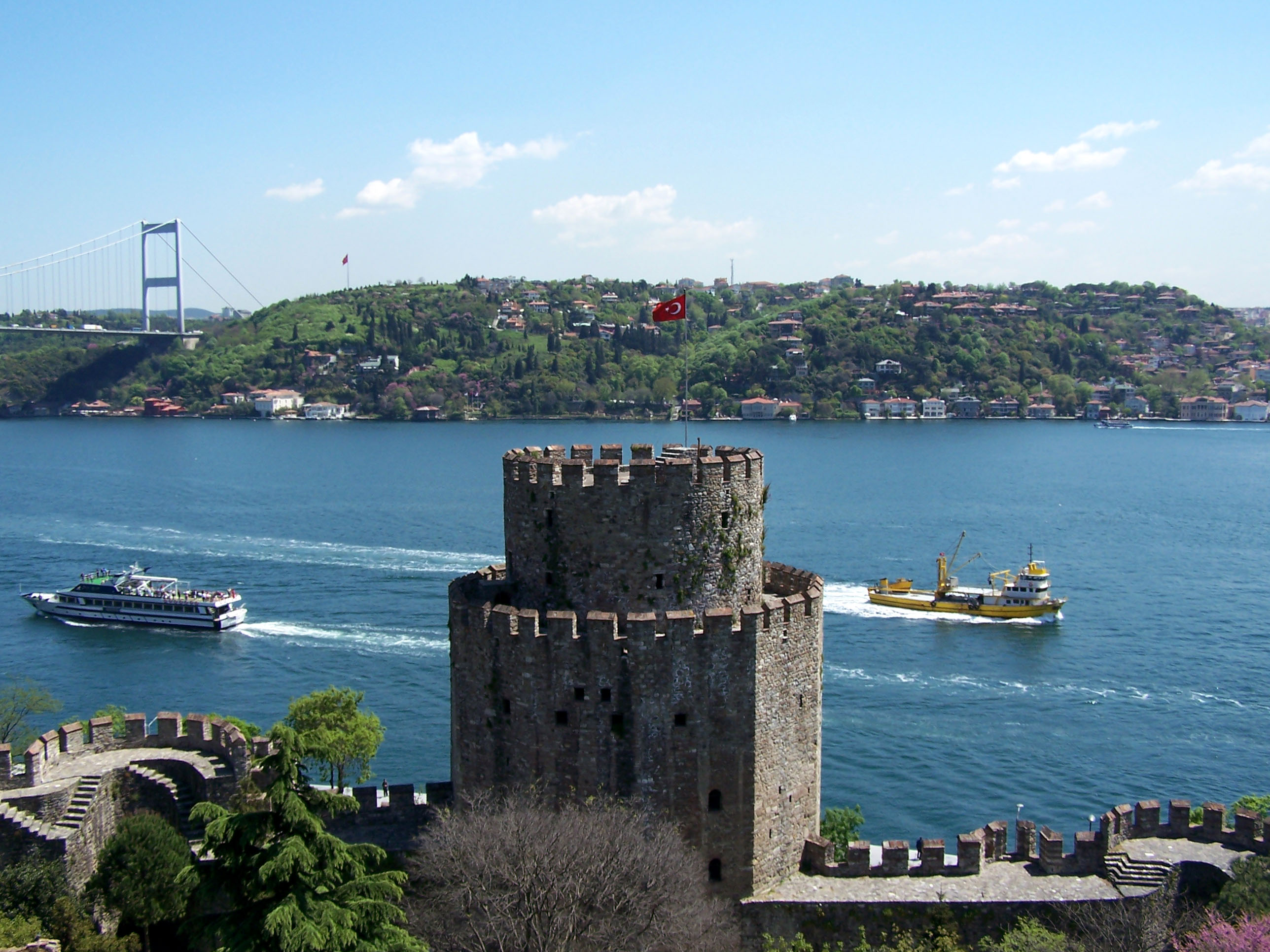
哈利尔帕夏塔

奥斯曼帝国时期，如梅利堡垒成为一个海关检查站，控制通过海峡的船舶。但是在修建控制海峡的第二对堡垒后失去了它的战略重要性，在17世纪改为监狱，主要关押外国战俘。1509年堡垒部分毁于地震，不久修复。1746年，一场大火曾烧毁了两座主塔的木结构部分。19世纪，堡垒荒废，变成一个住宅区。
1950年代，如梅利堡垒得到修复。自1960年以来，如梅利堡垒作为博物馆向公众开放，在夏季作为露天剧场，举办各种音乐会。   
如梅利堡垒出现在1939年至1986年土耳其的各种纸币的图案中